# Bricquebec-en-Cotentin
Bricquebec-en-Cotentin é uma comuna francesa na região administrativa da Normandia, no departamento da Mancha. Estende-se por uma área de 76.63 km². Em 2010 a comuna tinha 6 020 habitantes (densidade: 78,6 hab./km²).
Foi criada em 1 de janeiro de 2016, a partir da fusão das antigas comunas de Bricquebec (sede da comuna), Les Perques, Quettetot, Saint-Martin-le-Hébert, Le Valdécie e Le Vrétot.